# Wilkołak: Odrzuceni
Wilkołak: Odrzuceni jest podręcznikiem głównym do gry fabularnej traktującej o współczesnych wilkołakach. Zmiennokształtni żyją wśród śmiertelnych, strzegąc nas przed duchami żyjącymi w Cieniu – nadprzyrodzonym odbiciu świata rzeczywistego.

### Oficjalne
- Oficjalna strona gry. white-wolf.com. [zarchiwizowane z tego adresu (2006-04-28)]. (ang.)
- Strona wydawnictwa White Wolf o nowym Świecie Mroku

### Strony nieoficjalne
- World of Darkness Asylum – Serwis poświęcona grom fabularnym spod znaku Świata Mroku.(swiatmroku.com). swiatmroku.com. [zarchiwizowane z tego adresu (2008-02-29)].
- Świat Mroku w serwisie Poltergeist (wod.polter.pl)
- Oneiros (wersja archiwalna)